# Jan Egeland
Jan Egeland (ur. 12 września 1957 w Stavanger) – norweski polityk z Partii Pracy, sekretarz pozarządowej organizacji The Norwegian Refugee Council zajmującej się pomocą imigrantom zagrożonym przesiedleniem.
W latach 2003–2006 pełnił funkcję Podsekretarza Generalnego ds. Pomocy Humanitarnej Organizacji Narodów Zjednoczonych. Odbył w tym okresie wiele podróży w miejsca dotknięte kryzysami humanitarnymi.
Wcześniej był przewodniczącym norweskiego oddziału Amnesty International, pracował również na różnych stanowiskach w Ministerstwie Spraw Zagranicznych Norwegii.
W 2007 znalazł się na liście 100 osób kształtujących nasz świat magazynu Time.
Jest bohaterem piosenki Jan Egeland grupy Ylvis (nagranej w 2012).